# Старобільська міська територіальна громада
Старобільська міська громада — територіальна громада в Україні, у Старобільському районі Луганської області, з адміністративним центром в місті Старобільськ.

## Загальна інформація
Площа громади — 738 кв. км, населення — 29 074 особи, з них: міське — 16 650, сільське — 12 424 (2020 р.).

## Населені пункти
До складу громади увійшли місто Старобільськ та села Балакирівка, Бутківка, Верхня Покровка, Ганнівка, Джемільне, Дубовівка, Єгорівка, Калмиківка, Кринички, Курячівка, Левадне, Лиман, Маринівка, Нижньопокровка, Новоборове, Новодонбаське, Новоселівка, Підгорівка, Проїждже, Проказине, Світле, Суханівка, Титарівка, Толоківка.

## Історія
Утворена шляхом об'єднання Калмиківської, Підгорівської, Половинкинської сільських територіальних громад, Старобільської міської та Курячівської, Лиманської, Нижньопокровської, Новоборівської сільських рад Старобільського району, що ліквідовується.